# Garry Cowan
Garry Cowan (1 de enero de 1970) es un expiloto de motociclismo británico, que compitió en el  Campeonato del Mundo de Motociclismo entre  1986 y 1989.
En 1990, es fichado por Kenny Roberts en 1990, que le promete una temporada en 250 cc si gana el campeonato americano pero se caería en la prueba de Daytona al chocarse contra una pared, dañando gravemente su columna vertebral, poniendo fin a su carrera. Seguirá siendo un miembro importante en el equipo Roberts después de su accidente.

## Estadísticas
Sistema de puntuación de 1988 a 1992
| Posición | 1  | 2  | 3  | 4  | 5  | 6  | 7 | 8 | 9 | 10 | 11 | 12 | 13 | 14 | 15 |
| Puntos   | 20 | 17 | 15 | 13 | 11 | 10 | 9 | 8 | 7 | 6  | 5  | 4  | 3  | 2  | 1  |

Sistema de puntuación a partir de 1993.
| Posición | 1  | 2  | 3  | 4  | 5  | 6  | 7 | 8 | 9 | 10 | 11 | 12 | 13 | 14 | 15 |
| Puntos   | 25 | 20 | 16 | 13 | 11 | 10 | 9 | 8 | 7 | 6  | 5  | 4  | 3  | 2  | 1  |

(Carreras en negrita indica pole position, carreras en cursiva indica vuelta rápida)
| Año  | Clase | Moto   | 1      | 2      | 3       | 4       | 5      | 6       | 7       | 8       | 9       | 10      | 11     | 12      | 13      | 14     | 15     | Pts | Pos  |
| ---- | ----- | ------ | ------ | ------ | ------- | ------- | ------ | ------- | ------- | ------- | ------- | ------- | ------ | ------- | ------- | ------ | ------ | --- | ---- |
| 1986 | 250cc | Honda  |        | ESP -  | NAC -   | ALE -   | AUT -  | YUG -   | NED DNQ | BEL DNQ | FRA -   | GBR 17  | SWE -  | RSM -   |         |        |        | 0   | -    |
| 1987 | 250cc | Honda  | JAP -  | SPA -  | GER Ret | NAT DNQ | AUT 28 | YUG Ret | NED 27  | FRA 16  | GBR 15  | SWE -   | CZE 20 | RSM 27  | POR -   |        |        | 0   | -    |
| 1988 | 250cc | Yamaha | JAP -  | USA -  | ESP 23  | EXP 18  | NAT -  | GER -   | AUT 28  | NED 26  | BEL 21  | YUG Ret | FRA 13 | GBR Ret | SWE DNS | CZE 20 | BRA -  | 3   | 42.º |
| 1989 | 250cc | Yamaha | JPN 31 | AUS 21 | USA 15  | SPA 9   | NAT 17 | GER 17  | AUT 21  | YUG 11  | NED Ret | BEL Ret | FRA 15 | GBR 9   | SWE 16  | CZE 17 | BRA 12 | 25  | 19.º |

| Color     | Resultado                                                               |
| --------- | ----------------------------------------------------------------------- |
| Oro       | Ganador                                                                 |
| Plata     | 2.ª plaza                                                               |
| Bronce    | 3.ª plaza                                                               |
| Verde     | Finalizó en los puntos                                                  |
| Azul      | Finalizó sin puntos                                                     |
| Azul      | NC - No clasificado                                                     |
| Violeta   | Ret - No terminó (Carrera)                                              |
| Rojo      | DNQ - No se clasificó                                                   |
| Negro     | DSQ - Descalificado                                                     |
| Blanco    | DNS - No empezó (carrera)                                               |
| Blanco    | WD - Retirado (fin de semana)                                           |
| Blanco    | C - Carrera cancelada                                                   |
| Sin color | DNP - Inscrito pero no participó                                        |
| Sin color | INJ - Lesionado                                                         |
| Sin color | EX - Excluido                                                           |
| Estado    | Resultado                                                               |
| Negrita   | Pole position                                                           |
| Cursiva   | Vuelta rápida                                                           |
| †         | Abandona, pero clasifica al completar el porcentaje requerido para ello |